# Trzeci rząd lorda Salisbury’ego

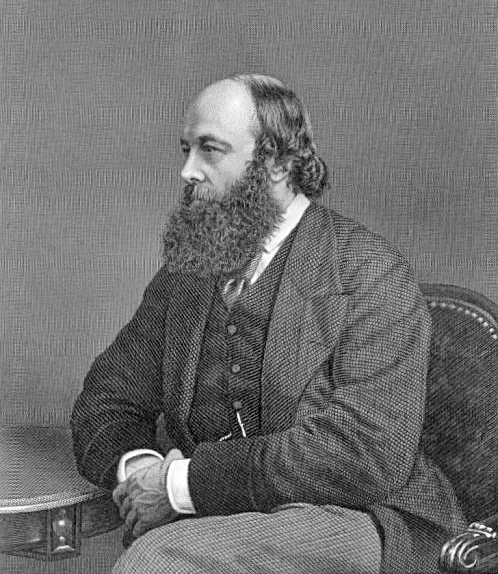
Markiz Salisbury, premier, minister spraw zagranicznych, przewodniczący Izby Lordów, lord tajnej pieczęci

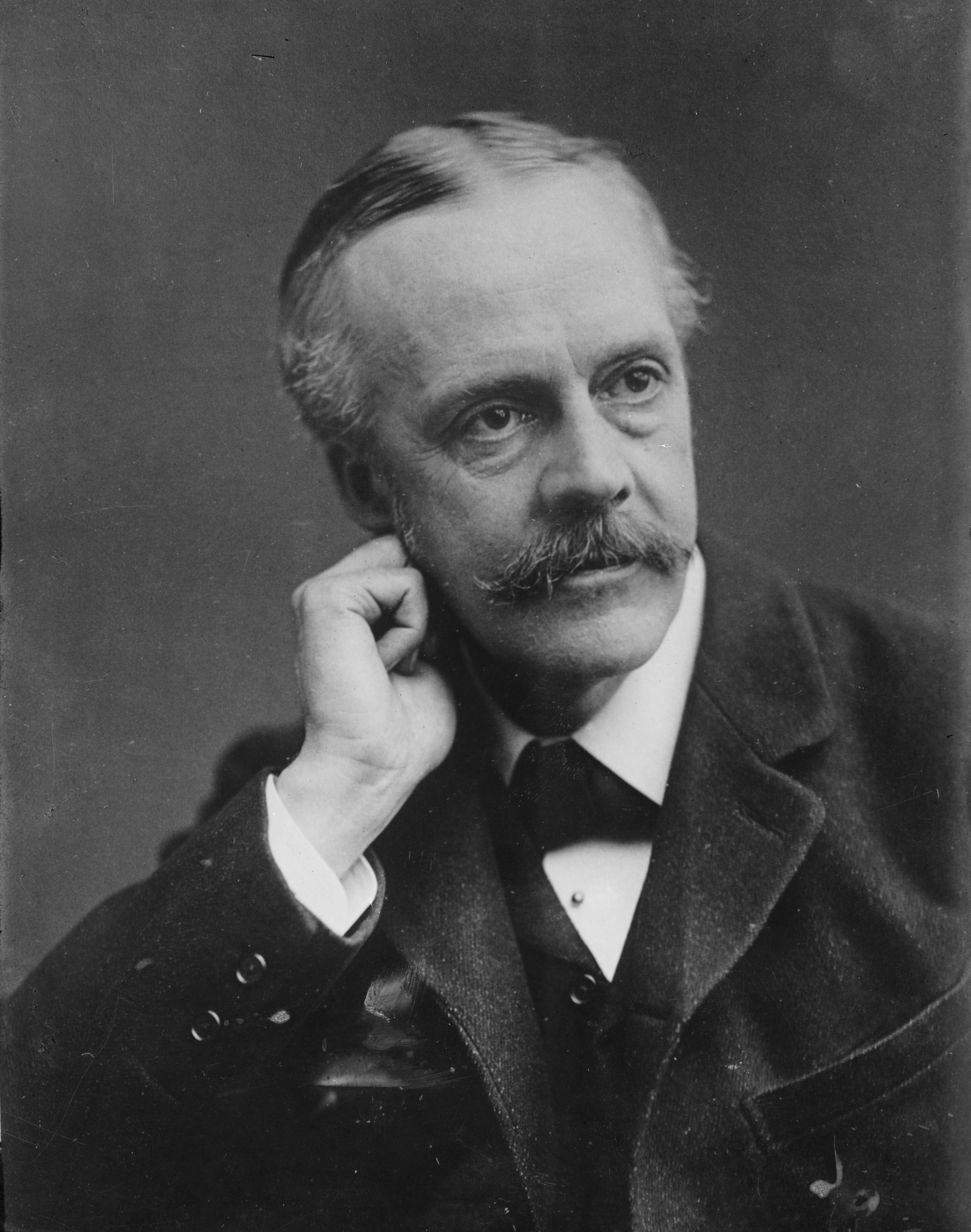
Arthur Balfour, pierwszy lord skarbu, przewodniczący Izby Gmin

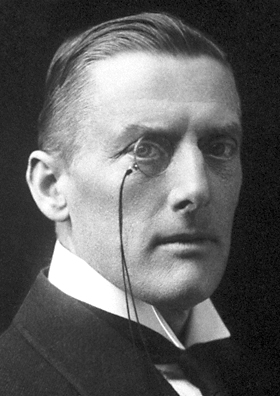
Austen Chamberlain, cywilny lord Admiralicji, finansowy sekretarz skarbu

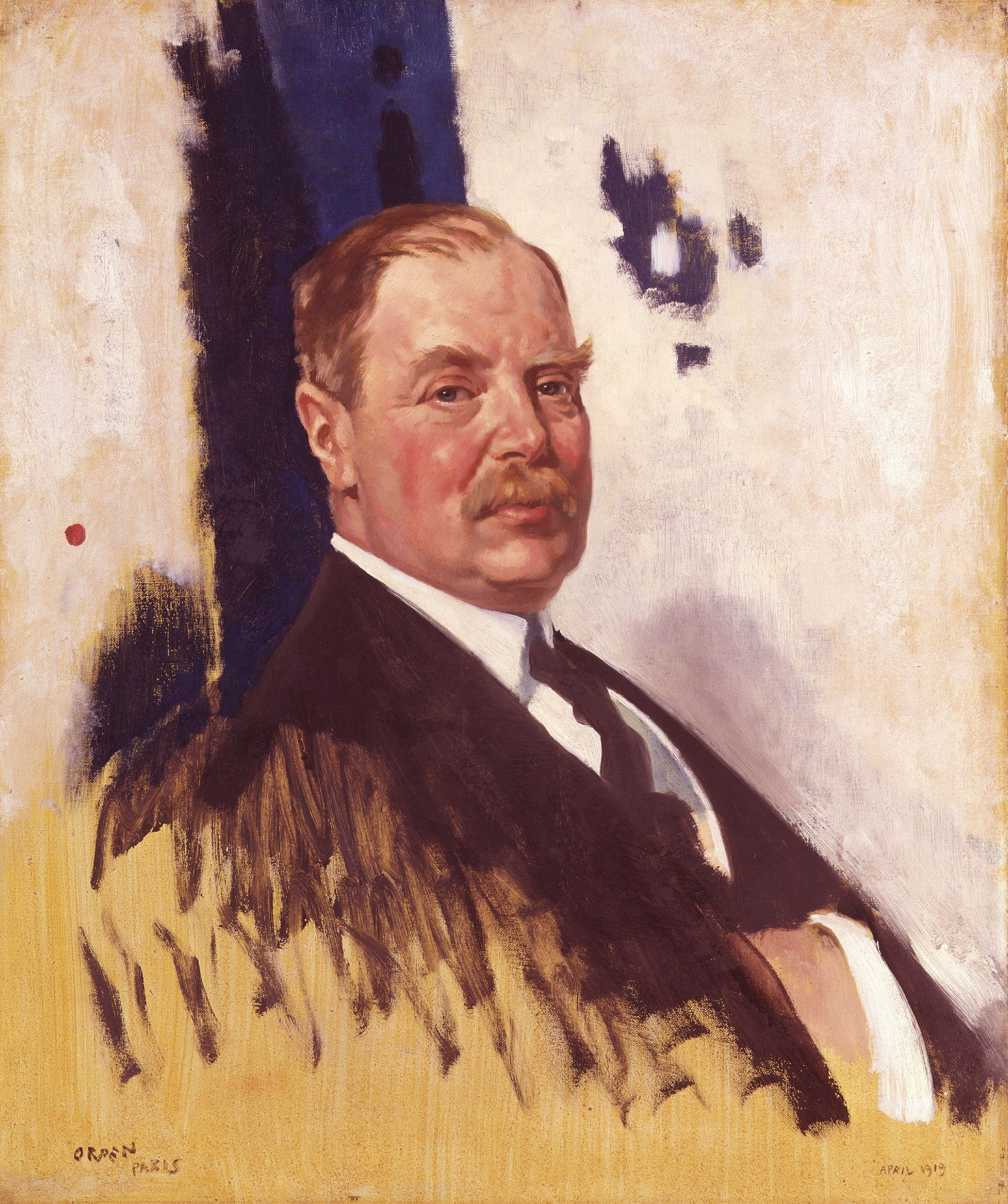
Lord Stanley, młodszy lord skarbu, finansowy sekretarz w ministerstwie wojny

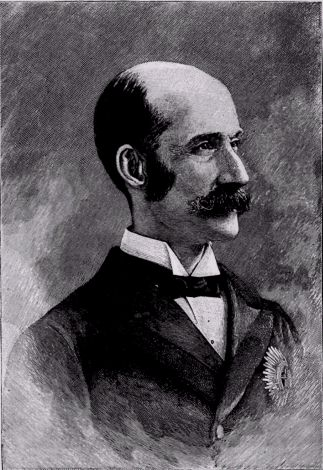
Markiz Lansdowne, minister wojny, minister spraw zagranicznych

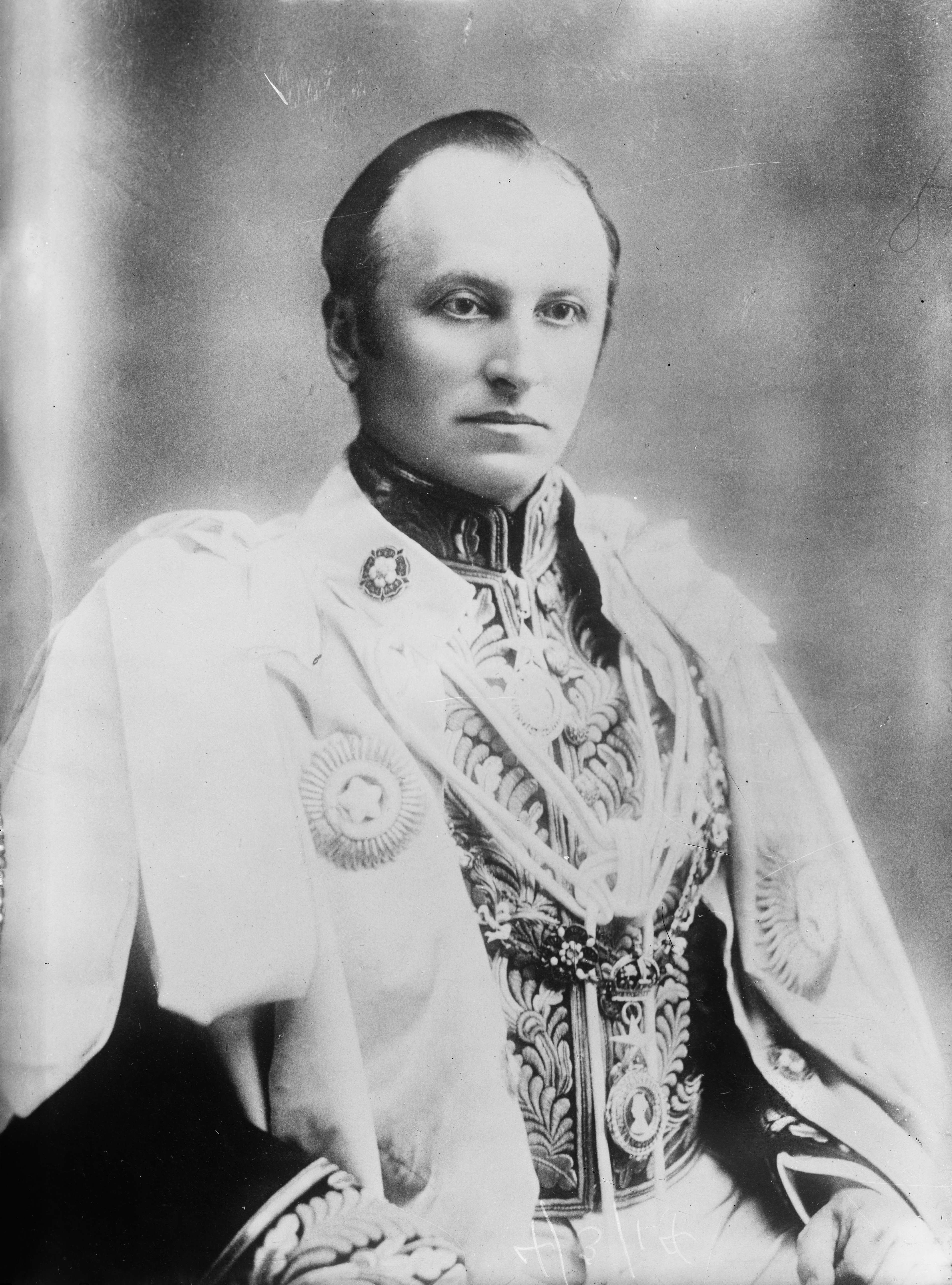
George Curzon, podsekretarz stanu w ministerstwie spraw zagranicznych

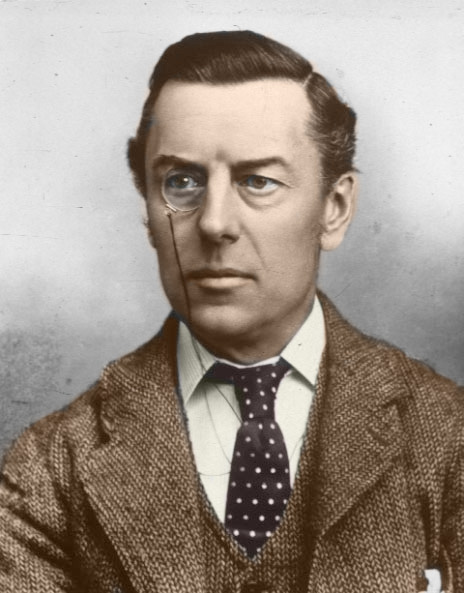
Joseph Chamberlain, minister ds. kolonii

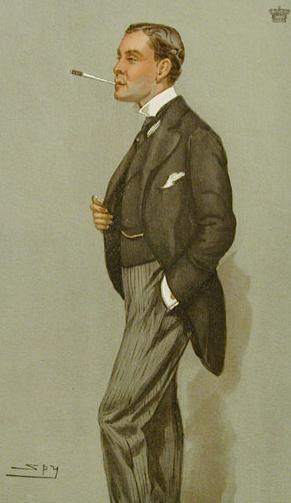
Hrabia Hardwicke, podsekretarz stanu w ministerstwie ds. Indii

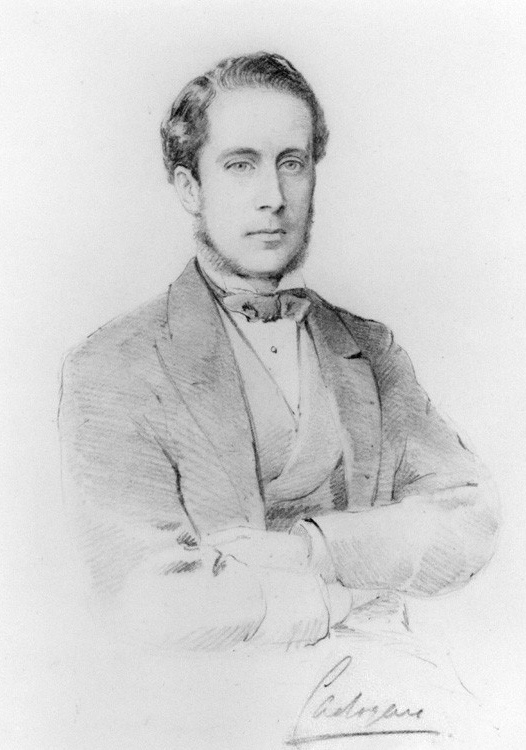
Hrabia Cadogan, lord namiestnik Irlandii

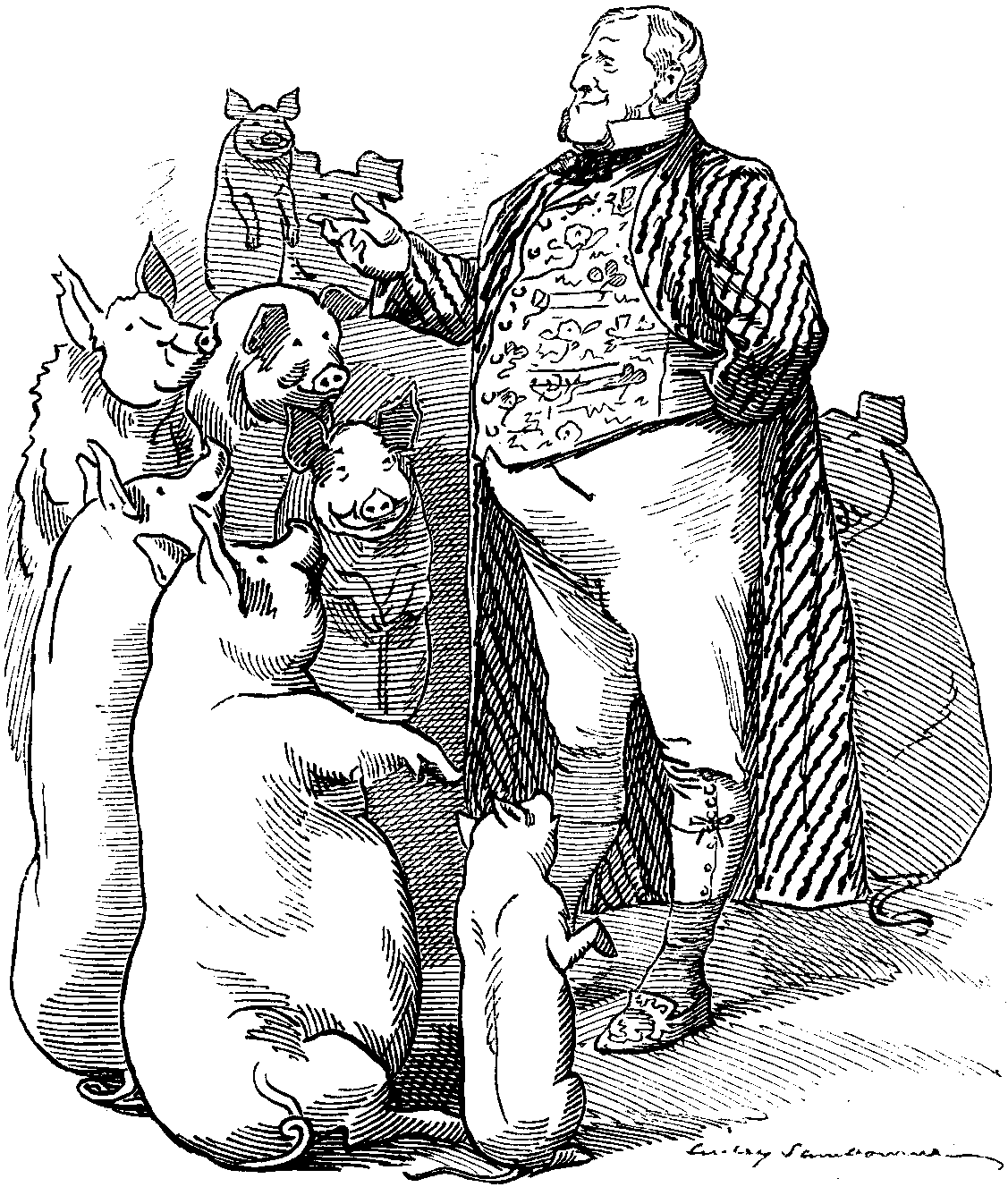
Henry Chaplin, przewodniczący Rady Zarządu Lokalnego

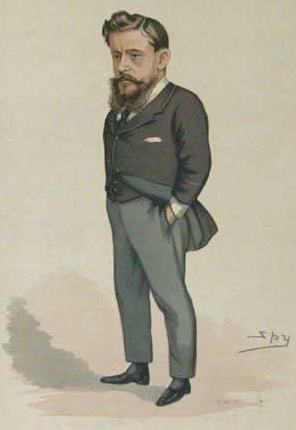
Książę Norfolk, poczmistrz generalny

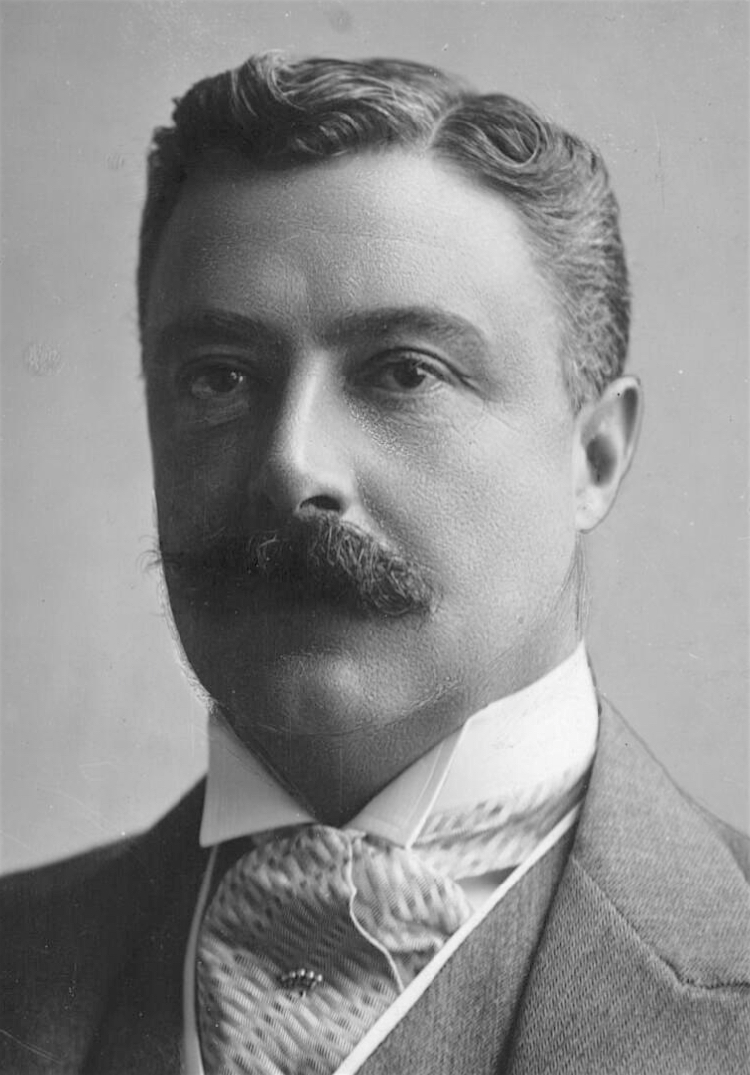
Hrabia Dudley, parlamentarny sekretarz przy Zarządzie Handlu

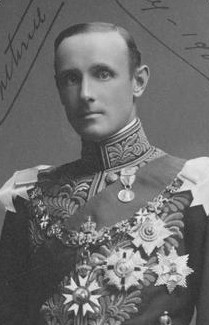
Hrabia Hopetoun, Paymaster-General, lord szambelan

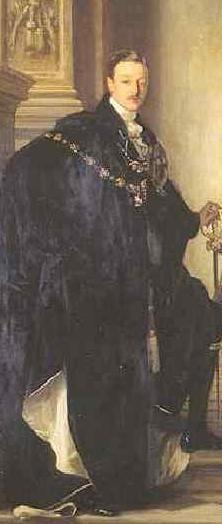
Książę Marlborough, Paymaster-General

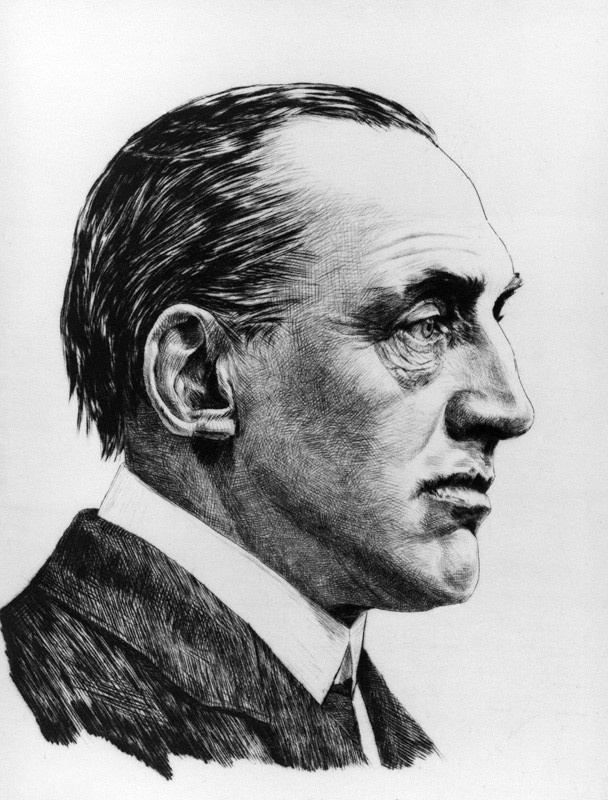
Edward Carson, Radca Generalny

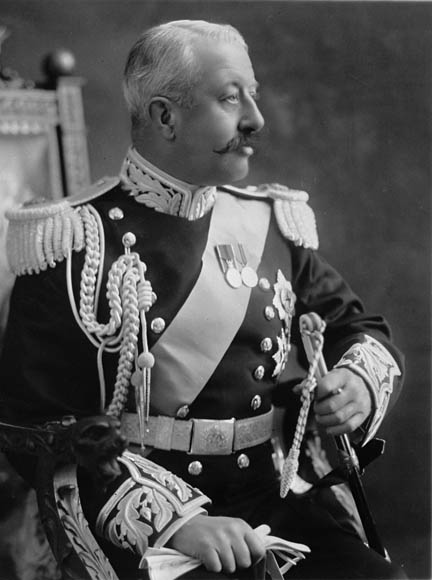
Victor Cavendish, skarbnik Dworu Królewskiego

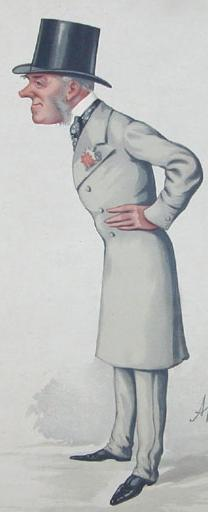
Hrabia Coventry, opiekun stajni królewskich

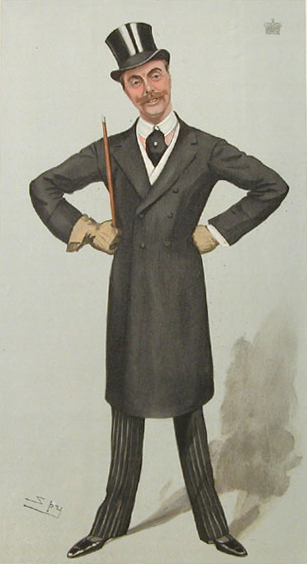
Baron Churchill, lord-in-waiting

Trzeci rząd pod przewodnictwem Roberta Gascoyne’a-Cecila, 3. markiza Salisbury. powstał 25 czerwca 1895 r. i przetrwał do 11 lipca 1902 r.
Członków ścisłego gabinetu wyróżniono tłustym drukiem.

## Skład rządu
| Urząd                                                  | Imię i nazwisko | Kadencja |
| ------------------------------------------------------ | --- | --- |
| Premier Przewodniczący Izby Lordów                     | Robert Gascoyne-Cecil, 3. markiz Salisbury | 1895–1902 |
|                                                        | | |
| Pierwszy lord skarbu Przewodniczący Izby Gmin          | Arthur Balfour | 1895–1902 |
| Kanclerz skarbu                                        | Michael Hicks-Beach | 1895–1902 |
| Parlamentarny sekretarz skarbu                         | William Walrond | 1895–1902 |
| Finansowy sekretarz skarbu                             | Robert William Hanbury Austen Chamberlain | 1895–1900 1900–1902                                                                                                |
| Młodsi lordowie skarbu                                 | Henry Torrens Anstruther William Fisher Edward Stanley, lord Stanley Ailwyn Fellowes | 1895–1902 1895–1900 1900–1902                                                                                      |
| Lord kanclerz                                          | Hardinge Giffard, 1. hrabia Halsbury | 1895–1902 |
| Lord przewodniczący Rady                               | Spencer Cavendish, 8. książę Devonshire | 1895–1902 |
| Lord tajnej pieczęci                                   | Richard Cross, 1. wicehrabia Cross Robert Gascoyne-Cecil, 3. markiz Salisbury | 1895–1900 1900–1902                                                                                                |
| Minister spraw wewnętrznych                            | Matthew Ridley Charles Ritchie | 1895–1900 1900–1902                                                                                                |
| Podsekretarz stanu w ministerstwie spraw wewnętrznych  | Jesse Collings | 1895–1902 |
| Minister spraw zagranicznych                           | Robert Gascoyne-Cecil, 3. markiz Salisbury Henry Petty-Fitzmaurice, 5. markiz Lansdowne | 1895–1900 1900–1902                                                                                                |
| Podsekretarz stanu w ministerstwie spraw zagranicznych | George Curzon St John Brodrick James Gascoyne-Cecil, wicehrabia Cranborne | 1895–1898 1898–1900 1900–1902                                                                                      |
| Minister wojny                                         | Henry Petty-Fitzmaurice, 5. markiz Lansdowne St John Brodrick | 1895–1900 1900–1902                                                                                                |
| Podsekretarz stanu w ministerstwie wojny               | St John Brodrick George Wyndham George Somerset, 3. baron Raglan | 1895–1898 1898–1900 1900–1902                                                                                      |
| Finansowy sekretarz w ministerstwie wojny              | Joseph Powell-Williams Edward Stanley, lord Stanley | 1895–1901 1901–1902                                                                                                |
| Minister ds. kolonii                                   | Joseph Chamberlain | 1895–1902 |
| Podsekretarz stanu w ministerstwie ds. kolonii         | William Palmer, 2. hrabia Selborne William Onslow, 4. hrabia Onslow | 1895–1900 1900–1902                                                                                                |
| Minister ds. Indii                                     | George Hamilton | 1895–1902 |
| Podsekretarz stanu w ministerstwie ds. Indii           | William Onslow, 4. hrabia Onslow Albert Yorke, 6. hrabia Hardwicke | 1895–1901 1901–1902                                                                                                |
| Pierwszy lord Admiralicji                              | George Goschen William Palmer, 2. hrabia Selborne | 1895–1900 1900–1902                                                                                                |
| Parlamentarny i finansowy sekretarz przy Admiralicji   | William Ellison-Macartney Hugh Oakeley Arnold-Forster | 1895–1900 1900–1902                                                                                                |
| Cywilny lord Admiralicji                               | Austen Chamberlain Ernest George Pretyman | 1895–1900 1900–1902                                                                                                |
| Przewodniczący Rady Rolnictwa                          | Walter Long Robert William Hanbury | 1895–1900 1900–1902                                                                                                |
| Przewodniczący Rady Edukacji                           | Spencer Cavendish, 8. książę Devonshire | 1900–1902 |
| Główny sekretarz Irlandii                              | Gerald Balfour George Wyndham | 1895–1900 1900–1902                                                                                                |
| Lord namiestnik Irlandii                               | George Cadogan, 5. hrabia Cadogan | 1895–1902 |
| Lord kanclerz Irlandii                                 | Edward Gibson, 1. baron Ashbourne | 1895–1902 |
| Kanclerz Księstwa Lancaster                            | Richard Cross, 1. wicehrabia Cross Henry James, 1. baron James of Hereford | 1895 1895–1902 |
| Przewodniczący Rady Zarządu Lokalnego                  | Henry Chaplin Walter Long | 1895–1900 1900–1902                                                                                                |
| Parlamentarny sekretarz przy Radzie Zarządu Lokalnego  | Thomas Wallace Russell John Grant Lawson | 1895–1900 1900–1902                                                                                                |
| Poczmistrz generalny                                   | Henry Fitzalan-Howard, 15. książę Norfolk Charles Vane-Tempest-Stewart, 6. markiz Londonderry | 1895–1900 1900–1902                                                                                                |
| Minister ds. Szkocji                                   | Alexander Bruce, 6. lord Balfour of Burleigh | 1895–1902 |
| Przewodniczący Zarządu Handlu                          | Charles Ritchie Gerald Balfour | 1895–1900 1900–1902                                                                                                |
| Parlamentarny sekretarz przy Zarządzie Handlu          | William Ward, 2. hrabia Dudley | 1895–1902 |
| Pierwszy komisarz ds. prac publicznych                 | Aretas Akers-Douglas | 1895–1902 |
| Wiceprzewodniczący Komitetu Edukacji                   | John Eldon Gorst | 1900–1902 |
| Paymaster-General                                      | John Hope, 7. hrabia Hopetown Charles Spencer-Churchill, 9. książę Marlborough Savile Crossley | 1895–1899 1899–1902 1902                                                                                           |
| Prokurator generalny                                   | Richard Webster Robert Finlay | 1895–1900 1900–1902                                                                                                |
| Radca generalny Anglii i Walii                         | Robert Finlay Edward Carson | 1895–1900 1900–1902                                                                                                |
| Lord adwokat                                           | Charles Pearson Andrew Murray | 1895–1896 1896–1902                                                                                                |
| Radca generalny Szkocji                                | Andrew Murray Charles Dickson | 1895–1896 1896–1902                                                                                                |
| Prokurator Generalny dla Irlandii                      | John Atkinson | 1895–1902 |
| Solicitor General dla Irlandii                         | William Kenny Dunbar Plunket Barton George Wright | 1895–1898 1898–1900 1900–1902                                                                                      |
| Lord steward                                           | Sidney Herbert, 14. hrabia Pembroke | 1895–1902 |
| Lord szambelan                                         | Edward Bootle-Wilbraham, 1. hrabia Lathom John Hope, 7. hrabia Hopetown Edward Villiers, 5. hrabia Clarendon | 1895–1898 1898–1900 1900–1902                                                                                      |
| Wiceszambelan Dworu Królewskiego                       | Ailwyn Fellowes Anthony Acland Hood | 1895–1900 1900–1902                                                                                                |
| Koniuszy królewski                                     | William Cavendish-Bentinck, 6. książę Portland | 1895–1902 |
| Skarbnik Dworu Królewskiego                            | George Osborne, 10. książę Leeds Richard Curzon, wicehrabia Curzon Victor Cavendish | 1895–1896 1896–1900 1900–1902                                                                                      |
| Kontroler Dworu Królewskiego                           | Arthur William Hill Arthur Annelsey, 11. wicehrabia Valentia | 1895–1898 1898–1902                                                                                                |
| Kapitan Gentelmen-at-Arms                              | Henry Strutt, 2. baron Belper | 1895–1902 |
| Kapitan Ochotników Gwardii                             | William Pery, 3. hrabia Limerick William Waldegrave, 9. hrabia Waldegrave | 1895–1896 1896–1902                                                                                                |
| Opiekun stajni królewskich                             | George Coventry, 9. hrabia Coventry Charles Cavendish, 3. baron Chesham | 1895–1900 1900–1901                                                                                                |
| Mistress of the Robes                                  | Louisa Montagu-Douglas-Scott, księżna Buccleuch | 1895–1902 |
| Lord-in-waiting                                        | Victor Spencer, 3. baron Churchill Robert Harris, 4. baron Harris John Henniker-Major, 5. baron Henniker John Lawrence, 2. baron Lawrence Uchter Knox, 5. hrabia Ranfurly William Waldegrave, 9. hrabia Waldegrave Edward Villiers, 5. hrabia Clarendon Alexander Hood, 1. wicehrabia Bridport Algernon Keith-Falconer, 9. hrabia Kintore William Bagot, 4. baron Bagot Rudolph Feilding, 9. hrabia Denbigh Richard Curzon, 4. hrabia Howe Lloyd Tyrell-Kenyon, 4. baron Kenyon | 1895–1902 1895–1900 1895 1895–1902 1895–1897 1895–1896 1895–1900 1895–1901 1895–1902 1896–1901 1897–1902 1900–1902 |